# Iwuy
Iwuy is een gemeente in het Franse Noorderdepartement (Frans: département du Nord) (regio Hauts-de-France). De plaats maakt deel uit van het arrondissement Cambrai. Iwuy telde op 1 januari 2022 3.335 inwoners.

## Geografie
De oppervlakte van Iwuy bedroeg op 1 januari 2022 12,75 vierkante kilometer; de bevolkingsdichtheid was toen 261,6 inwoners per km².

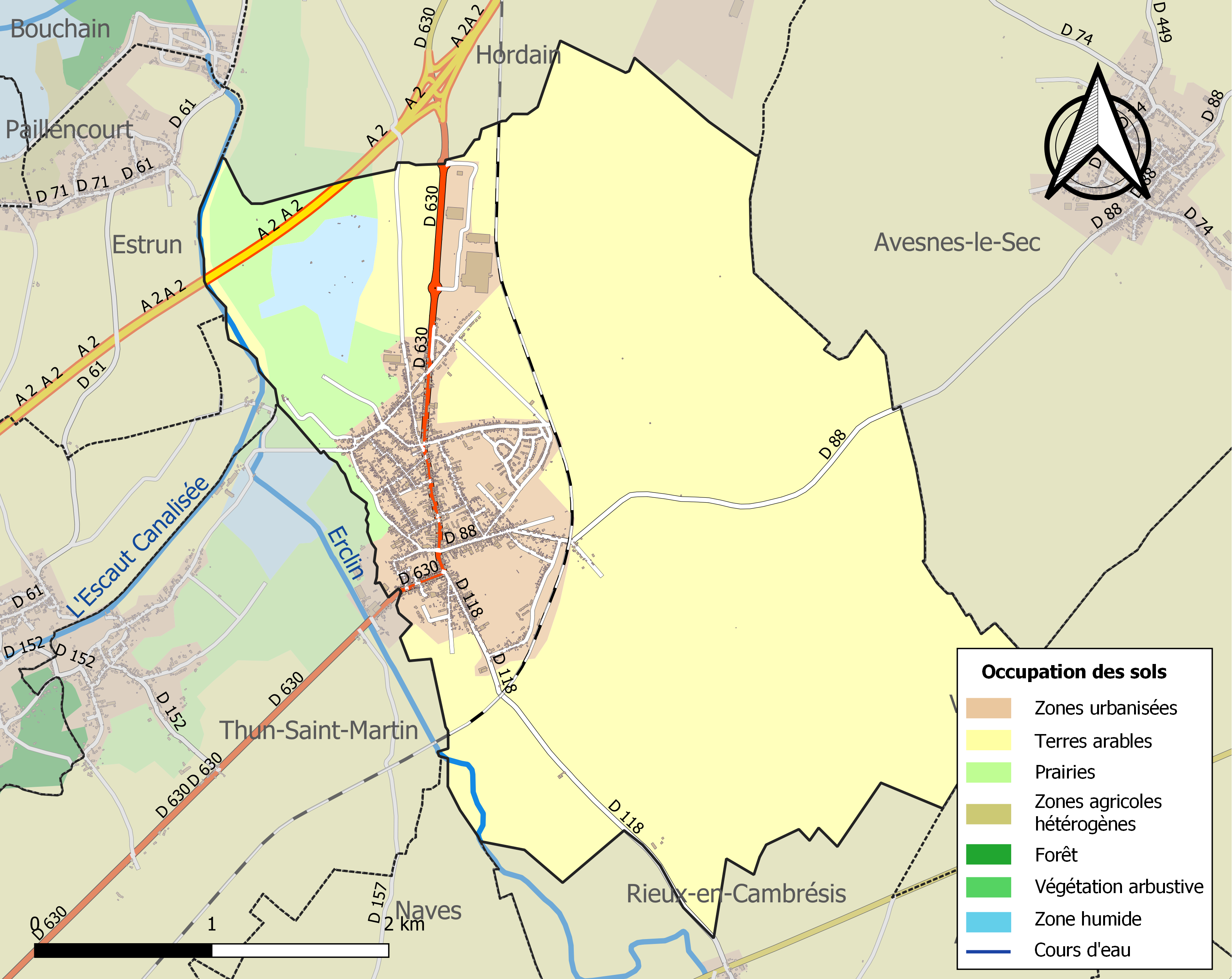
Kaart van de gemeente met belangrijkste infrastructuur, bodemgebruik en omliggende gemeenten

## Verkeer en vervoer
In de gemeente ligt spoorwegstation Iwuy.

## Demografie
Onderstaande figuur toont het verloop van het inwonertal (bron: INSEE-tellingen).